# Répertoire national des établissements
Pour les articles homonymes, voir RNE.
Le répertoire national des établissements (RNE) est, en France, une base de données qui recense l'ensemble des structures d'enseignement du système éducatif. Chaque établissement se voit attribuer un code à 8 caractères alphanumériques, dit code RNE.
Ce répertoire recense non seulement les établissements de formation initiale mais aussi de formation continue et/ou en alternance, qu'ils soient publics ou privés. Les établissements répertoriés peuvent relever du ministère de l'Éducation nationale, du ministère de l'Enseignement supérieur, mais aussi du ministère de l'Agriculture pour l'enseignement agricole, du ministère des Affaires étrangères pour les établissements français à l'étranger, ou encore du ministère des Armées pour l'enseignement militaire.

## Histoire

### Avant1977
Avant 1977, l'identification des établissements scolaires ne disposait pas d'un numéro unique centralisé, rendant les opérations de gestion et statistiques complexes au sein du ministère de l'Éducation nationale.

### 1977
En 1977, le premier fichier des établissements est mis en place dans le cadre du schéma directeur informatique ministériel, consolidant les données des établissements rectoraux avec un identifiant unique.
Le code RNE d'identification unique est déployé en même temps que les fichiers rectoraux d'établissements dans chaque académie.

### 1996
En 1996, une refonte majeure du système d'information est réalisée. La gestion est décentralisée aux rectorats avec trente bases académiques et une consolidation mensuelle. La base nationale constituée par cette consolidation est nommée Répertoire académique et ministériel des établissements du système éducatif (Ramsese).
Depuis 1996, le code UAI (unité administrative immatriculée) remplace le code RNE en reprenant sa nomenclature. Toutefois, la dénomination « code RNE » reste majoritairement utilisée[réf. nécessaire].

### XXIesiècle
Au XXIe siècle, la gestion décentralisée persiste, mais via une mutualisation informatique au sein de Ramsese, offrant une base de données nationale et une interface commune.

## Description
Ce code UAI est composé de 7 chiffres suivis d'une lettre.
- Les trois premiers chiffres indiquent le département, la collectivité d'outre-mer (COM), le pays d'outre-mer (POM), ou le pays (pour les établissements français à l'étranger). Ils suivent le code officiel géographique (COG), à l'exception de :
  - 971 (au lieu de 977 dans le COG) : Saint-Barthélemy,
  - 971 (au lieu de 978 dans le COG) : Saint-Martin,
  - 983 (au lieu de 988 dans le COG) : Nouvelle-Calédonie,
  - 984 (au lieu de 987 dans le COG) : Polynésie française,
  - 987 (au lieu de 986 dans le COG) : Wallis-et-Futuna.
- Les quatre chiffres suivants sont un identifiant.
- La lettre est une clé de vérification de la saisie. La clé, issue d'un alphabet français de 23 lettres excluant les lettres I, O et Q (pour éviter une confusion avec 1 et 0), est la lettre dont la position, comprise entre 0 et 22, correspond au reste de la division des 7 premiers chiffres par 23 :

- A : 0
- B : 1
- C : 2
- D : 3
- E : 4
- F : 5
- G : 6
- H : 7
- J : 8
- K : 9
- L : 10
- M : 11
- N : 12
- P : 13
- R : 14
- S : 15
- T : 16
- U : 17
- V : 18
- W : 19
- X : 20
- Y : 21
- Z : 22

À titre d'exemple, le code UAI de la Haute École des arts du Rhin est 0673048Z :
- 067 : pour le Bas-Rhin ;
- 3048 : l'identifiant ;
- Z : la clé de contrôle, car 0673048 = 23 × 29262 + 22, donc le reste est 22, qui correspond à Z.